# São Tomé e Príncipe nos Jogos Olímpicos de Verão de 2000
São Tomé e Príncipe participou dos Jogos Olímpicos de Verão de 2000 em Sydney, Austrália.